# Rigutino
Rigutino è una frazione del comune di Arezzo (Toscana), situata nella Valdichiana, alle falde del Monte Lignano.

## Storia
Già abitata nella preistoria, nel periodo etrusco vide la nascita di alcune fattorie. Al periodo romano risalgono diverse ville-fattorie fra cui quella della famiglia Briccia, da cui prese il nome che portò fino al 1000 (Bricianum). All'età romana risale una statua di Silvano, il dio dei boschi e dei confini, qui ritrovata verso il 1930.
Nel medioevo vi fu costruito un castello, chiamato "di Briciano", ma siccome si trovava in località Ruvetinum (luogo infestato da rovi) in seguito questo toponimo soppiantò quello più antico dando poi origine al nome attuale di Rigutino.
Il 14 maggio 1799 vi si svolse il combattimento fra popolani aretini e soldati polacchi, comandati dal celebre generale Jan Henryk Dąbrowski, passato alla storia come battaglia di Rigutino.

## Monumenti e luoghi d'interesse
Interessante l'antica pieve di San Quirico, in località La Sassaia, costruita verso l'XI secolo e rimaneggiata nel XV secolo, come attesta un'iscrizione sull'architrave esterno. La parrocchiale è stata costruita nei primi decenni del XX secolo.

## Galleria d'immagini

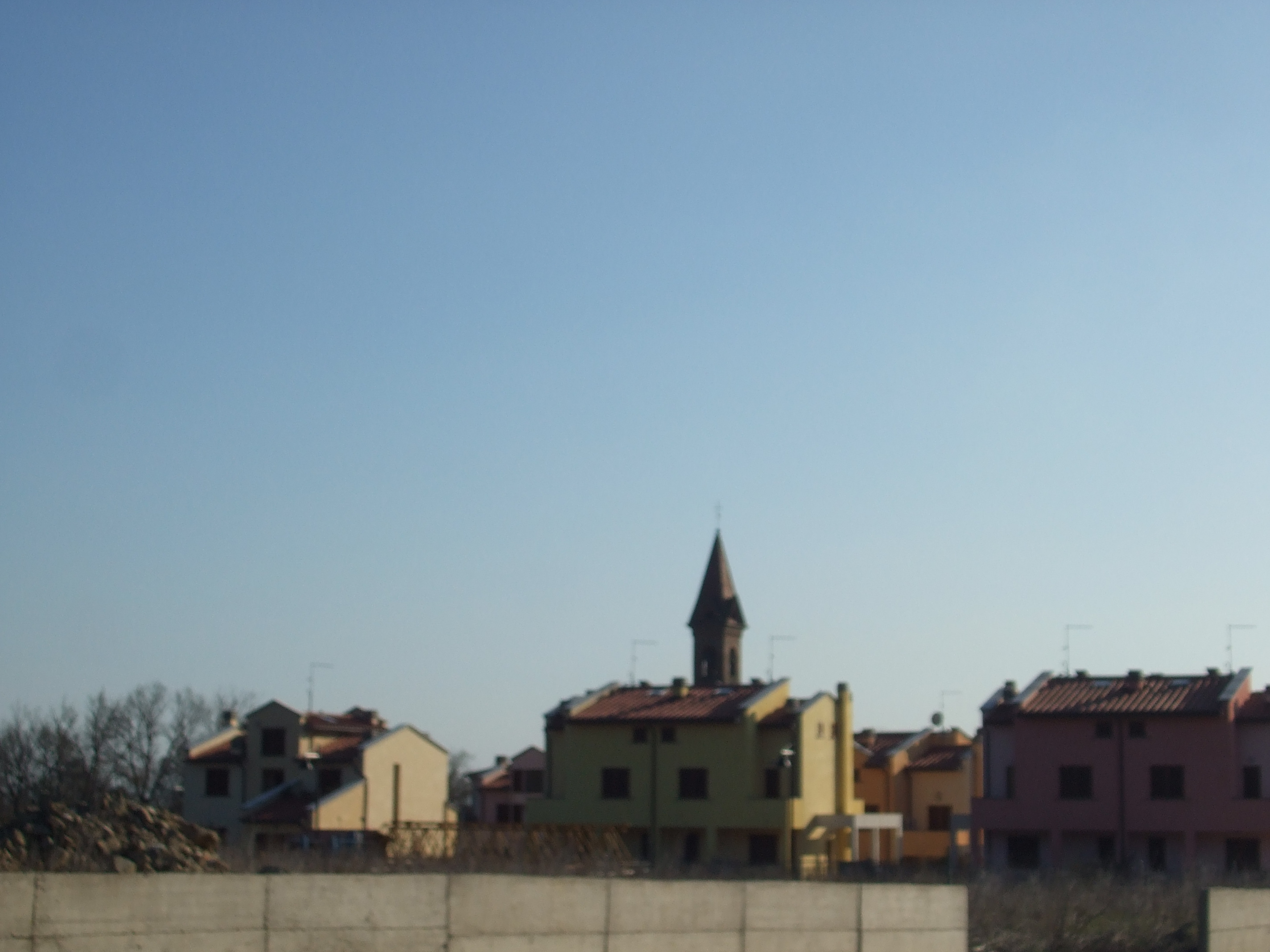
Panorama di Rigutino
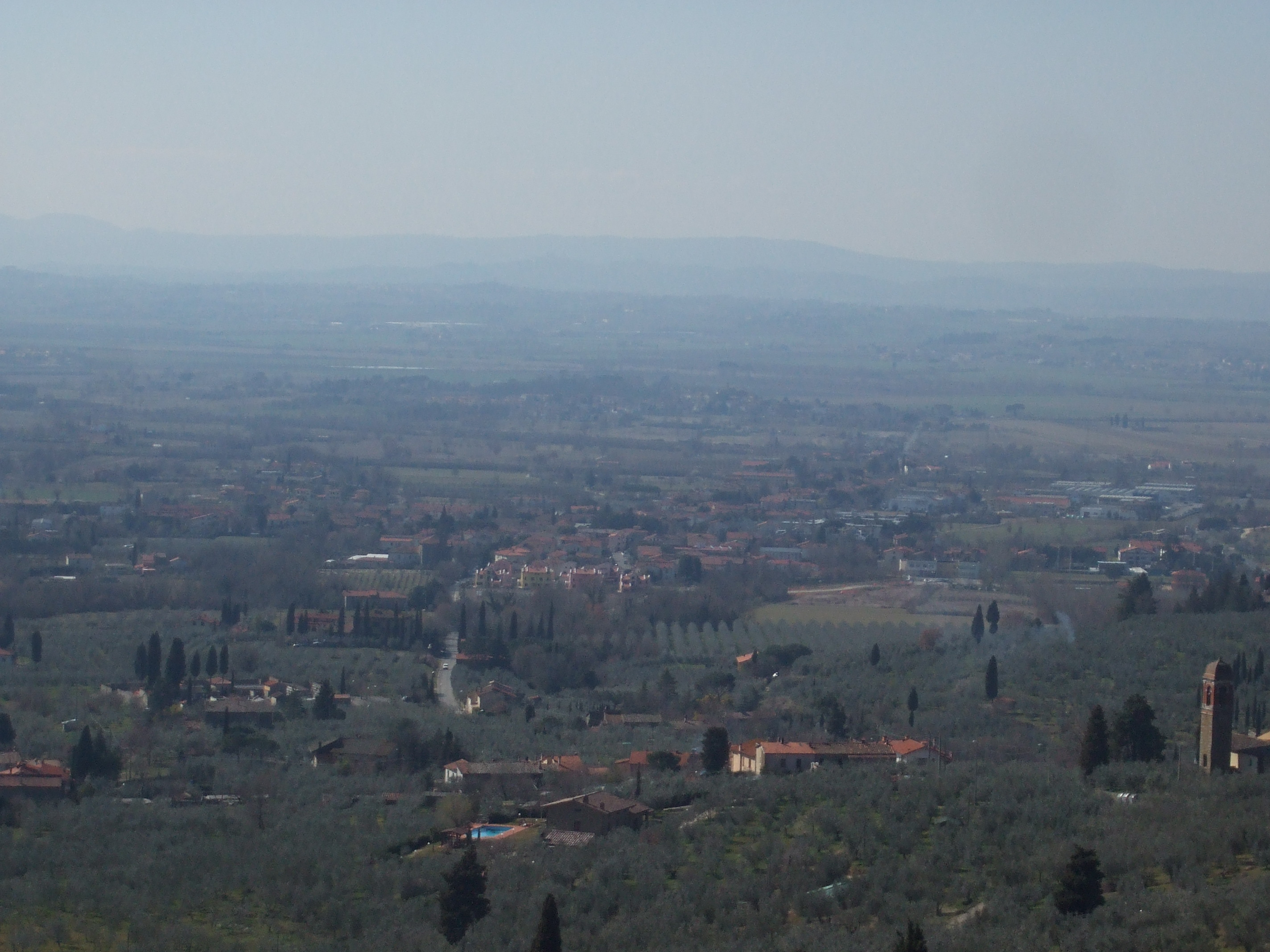
Panorama di Rigutino e della Pieve dal Castello
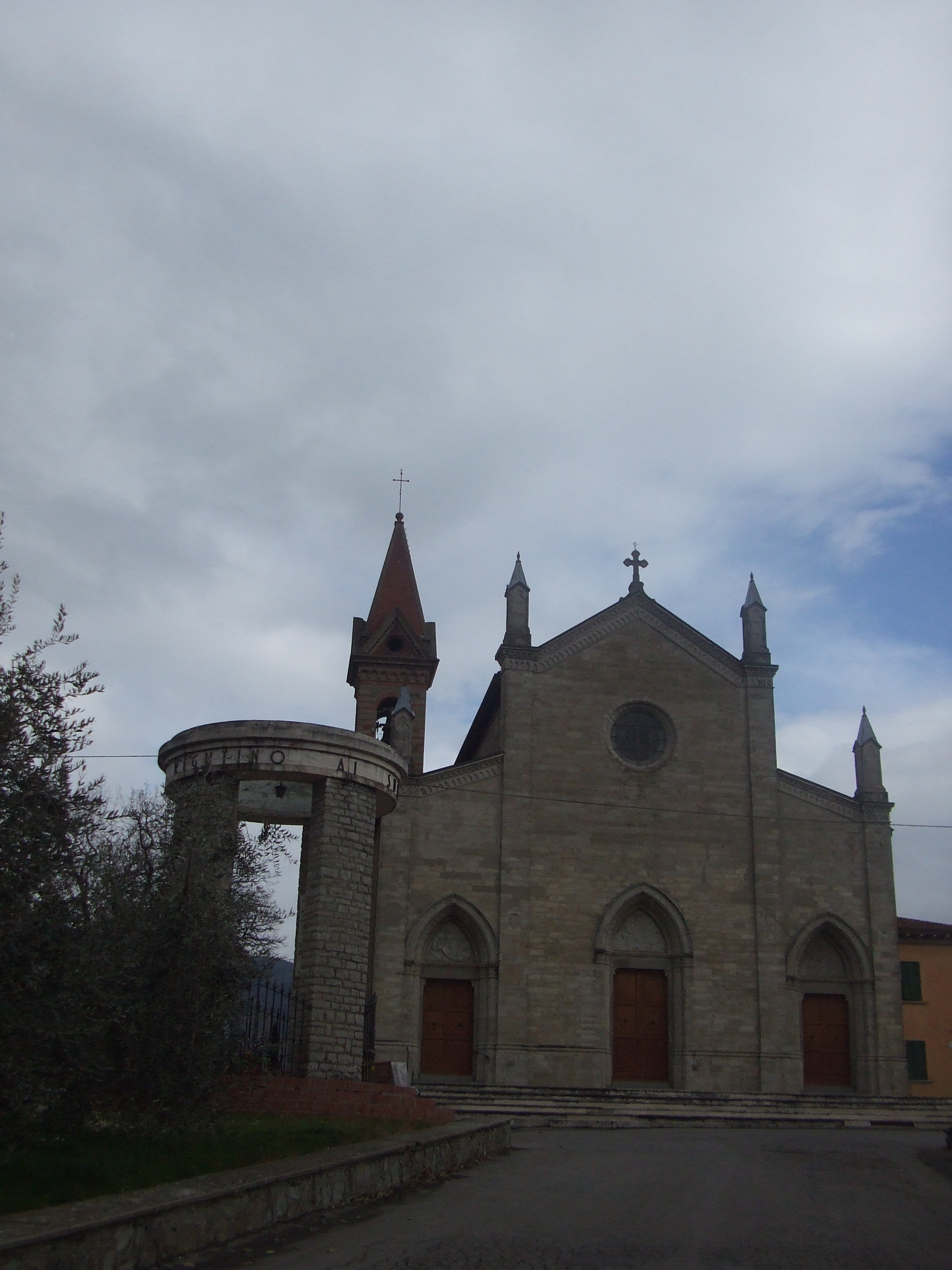
La chiesa dei SS. Quirico e Giulitta a Rigutino
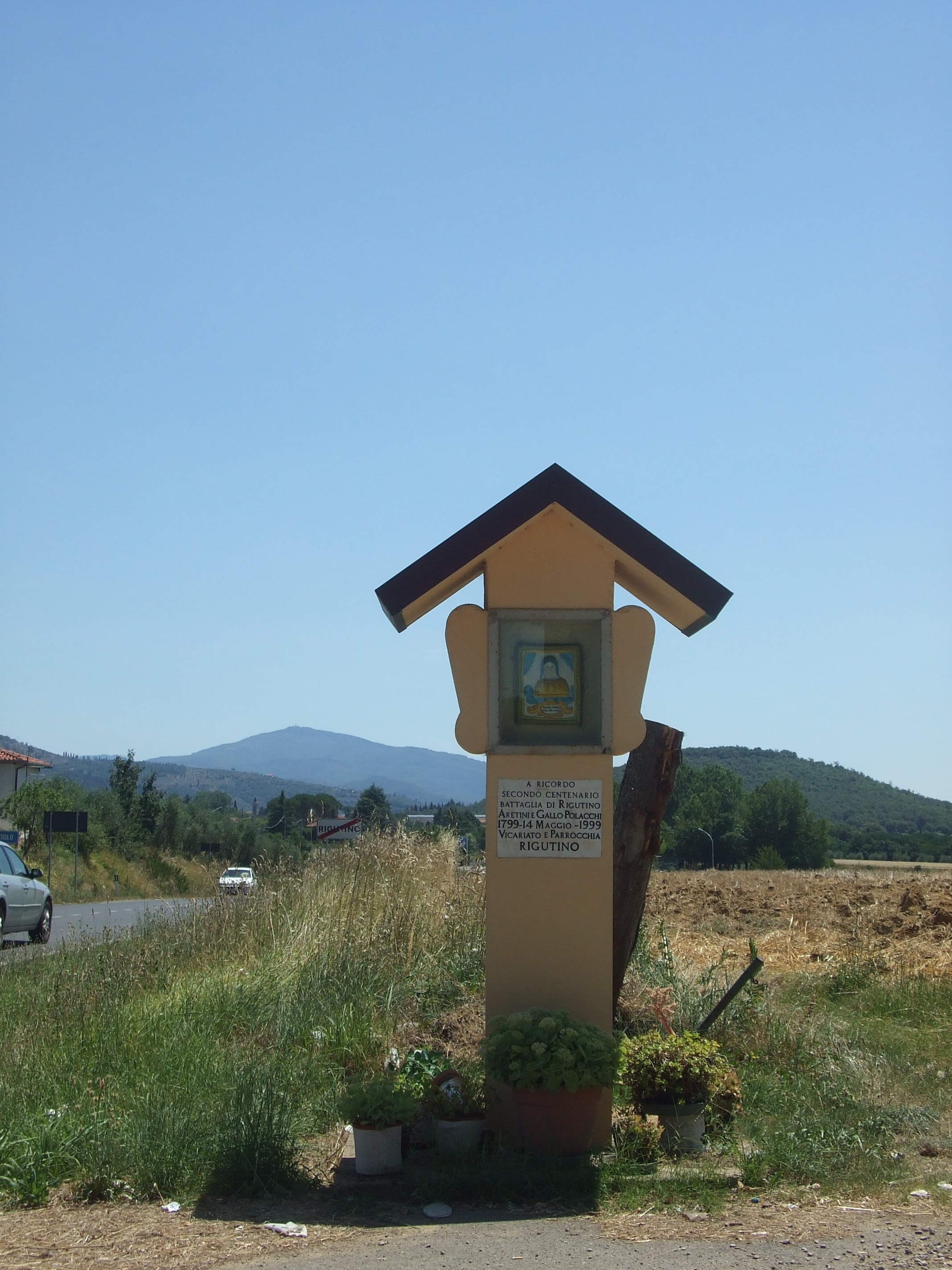
La maestà con lapide commemorativa sul luogo della Battaglia di Rigutino
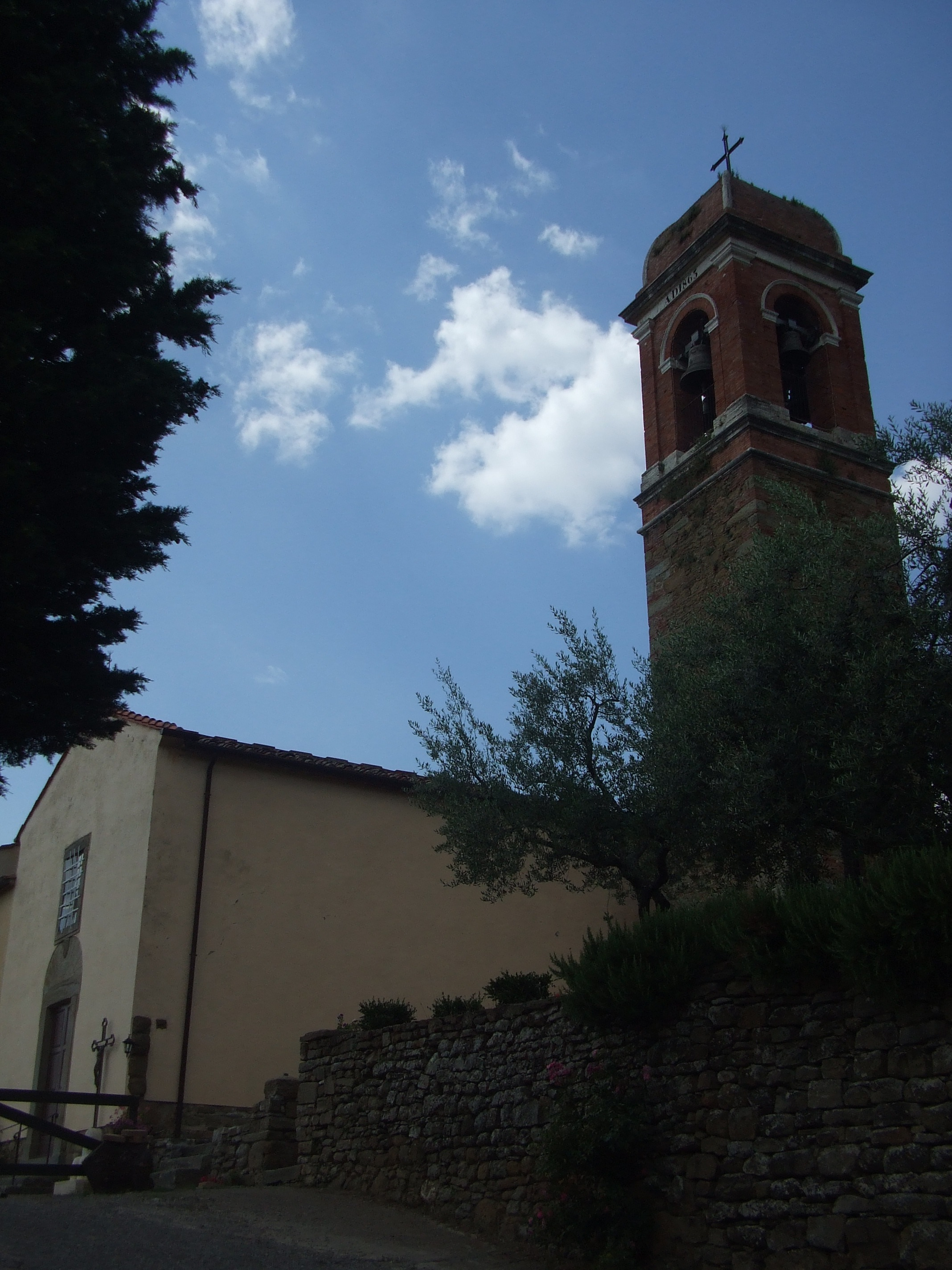
La chiesa della Sassaia (Pieve di Rigutino)